# Kaliforniska viner
Kaliforniska viner är viner producerade i delstaten Kalifornien i USA, och delstaten svarar för huvuddelen av USA:s vinproduktion. Till areal är det också ett av världens största vindistrikt.
Under 1960- och 1970-talen gjorde pionjärer som Robert Mondavi, Joe Heitz och Warren Winiarski betydande insatser för att bryta den närmast monopolliknande situation gällande produktion av kvalitetssvin som tidigare rådde för framför allt de kända distrikten i Frankrike. Genom moderna framställningsmetoder och druvblandningar anpassade till den moderne vinkonsumenten var de mycket lyckosamma på vinmarknaden. Idag[när?] är Kalifornien betraktat som en av världens mest intressanta vinregioner och är också hem för världens näst största vinföretag Gallo (E & J Gallo Winery).

## Druvsorter
Kalifornien är hemvist för druvan Zinfandel som i Europa vanligen kallas Primitivo. På denna blå druva produceras alla typer av vin i Kalifornien, till exempel vitt vin, rött vin, rosévin, mousserande vin och inte minst starkvin, ofta under beteckningen Port. I övrigt producueras vin på i princip alla världens vanliga druvor, som till exempel de blå druvorna Cabernet Sauvignon, Shiraz och Pinot Noir samt de gröna Chardonnay och Riesling. Generellt kan sägas att vin görs på de flesta druvor och av de flesta typer i Kalifornien.

## Vinregioner

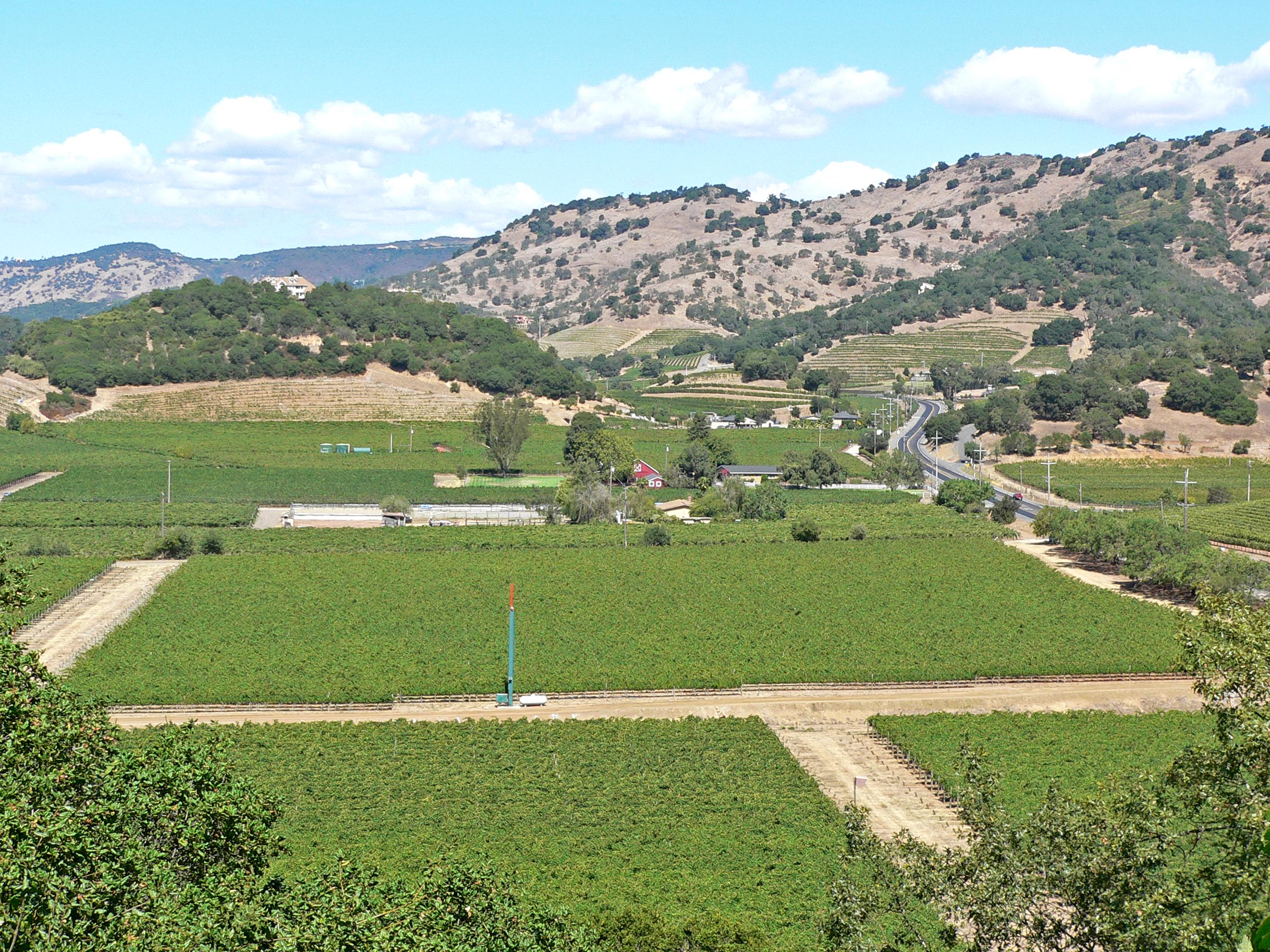
Silverado Trail, Napa Valley, Kalifornien

Det finns cirka 800 vingårdar och över 200 000 vinodlingar i Kalifornien. Ett stort område är Central Valley i närheten av San Francisco där bland annat E&J Gallo Winery härstammar från. Detta område producerar stora kvantiteter bulkvin, men även en del viner av högre kvalitet.
I området norr om San Francisco ligger distrikten Napa Valley och Sonoma County, vilka båda producerar USA:s och några av världens bästa viner. Dessa distrikt är indelade i flera underdistrikt till exempel Stags Leap och St Helena i Napa samt Russian River och Geyserville i Sonoma. I dessa områden produceras viner på druvor som Cabernet Sauvignon, Pinot Noir, Zinfandel och Chardonnay.
Ännu längre norrut ligger Mendocino och Lake County. 
Söder om San Francisco finns Central Coast med områden som Monterrey, Santa Cruz, Paso Robles, Santa Barbara County och Gavilan Mountains.

## The Judgement of Paris 1976
The Judgement of Paris kallas den vinprovning som hölls i Paris 1976 och som kom att bli det verkliga genombrottet för kaliforniska viner i världen. Fram till denna provning hade franska viner varit totalt dominerande bland toppvinerna i världen och eftersom kaliforniska viner vann både den röda och den vita klassen kom provningen att få ett enormt genomslag i vinvärlden.
Provningen arrangerades av vinhandlaren Stephen Spurrier (som sedermera blivit en av vinvärldens främsta journalister, bland annat på Decanter Magazine) och var utformad som en blindprovning med 10 röda och 10 vita viner. Domarna i tävlingen var några av Frankrikes främsta vinexperter vilket kanske var det som gjorde resultatet ännu mer uppseendeväckande. Ett antal återupprepningar av provningen har gjorts senare, bland annat en som återigen arrangerades av Stephen Spurrier i samband med 30-årsjubileet 2006. Även denna gång vann de kaliforniska vinerna.

### Resultat Röda viner 1976
1. Stag's Leap Wine Cellars 1973, Napa Valley (127.5)
2. Château Mouton-Rothschild 1970 (126)
3. Château Haut-Brion 1970 (125.5)
4. Château Montrose 1970 (122)
5. Ridge Cabernet Sauvignon 'Mountain Range' (Montebello) 1971, Santa Cruz Mts. (105.5)
6. Château Leoville-Las-Cases 1971 (97)
7. Mayacamas 1971, Napa Valley/Mayacamas Mts. (89.5)
8. Clos Du Val 1972, Napa Valley (87.5)
9. Heitz Cellars 'Martha's Vineyard' 1970, Napa Valley/St. Helena (84.5)
10. Freemark Abbey 1969, Napa Valley/Rutherford (78)

### Resultat Vita viner 1976
1. Chateau Montelena 1973, Napa Valley/Calistoga (132)
2. Meurault-Charmes 1973, Roulot (126.5)
3. Chalone Vineyards 1974, Monterey County/Soledad (121)
4. Spring Mountain 1973, Napa Valley/Spring Mountain (104)
5. Beaune Clos des Mouches 1973, Joseph Drouhin (101)
6. Freemark Abbey 1972, Napa Valley/Rutherford (100)
7. Batard-Montrachet 1973, Ramonet-Prudhon (94)
8. Puligny-Montrachet 1972, Les Pucelles, Domaine Leflaive (89)
9. Veedercrest 1972, Napa Valley/Mt. Veeder (88)
10. David Bruce 1973, Santa Cruz Mts. (42)